# Anse Four à Chaux
L'Anse Four à Chaux est une plage située sur la commune de Le Marin en Martinique.

## Géographie
Le site est accessible par une route étroite partiellement goudronnée, à partir des hameaux de Ferré ou du Cap et du parking de l'Anse Baleine. La plage est située entre la pointe Marée et la pointe Macré, au sud du domaine du Grand Macabou. Elle est protégée des tempêtes par une barrière de corail située de 500 mètres à 800 mètres de la côte.

## Tourisme
L'anse abrite une plage populaire non surveillée, très fréquentée le week-end. 